# 外村真武庙
真武庙，位于中国广东省佛山市顺德区容桂街道红星社区狮山东路大神庙街6号，为一处明代古建筑。1998年12月1日，公布为顺德市文物保护单位；2006年10月，公布为佛山市文物保护单位；2008年11月18日，公布为广东省文物保护单位。